# Copidosoma katuniense
Copidosoma katuniense är en stekelart som först beskrevs av Spartak N. Litvinchuk och Trjapitzin 1979.  Copidosoma katuniense ingår i släktet Copidosoma och familjen sköldlussteklar. Inga underarter finns listade i Catalogue of Life.